# Lac Tai
Pour les articles homonymes, voir Tai et Taihu.
Le lac Tai (chinois : 太湖 ; pinyin : tài hú ; litt. «  le plus grand des lacs  ») est un grand lac situé à proximité du delta du Yangzi Jiang, majoritairement dans la province du Jiangsu et à la limite avec celle du Zhejiang. 

## Géographie
Sa surface est de 2 250 km2 et sa profondeur moyenne de seulement deux mètres, ce qui en fait le troisième plus grand lac de Chine, après le lac Poyang et le lac Dongting.
Le lac Tai est lié au fameux Grand Canal Pékin-Hangzhou. Un certain nombre de cours d'eau, dont la rivière Suzhou y prennent leur source.
La région environnante est l'une des plus grandes productrices de céréales. L'industrie poissonnière y est florissante.
Du fait de sa faible profondeur, le lac compte pas moins de quatre-vingt-dix îles, dont certaines ne mesurent que quelques mètres de long et d'autres plusieurs kilomètres. La présence de nombreux ports de pêche et de marinas autour du lac en font un endroit réputé comme étant agréable à visiter. 
Le meilleur endroit pour contempler le lac est le parc Xihui (锡惠公园 / 錫惠公園, xīhuì gōngyuán) à l'ouest de Wuxi (无锡 / 無錫, wúxī). Depuis le haut de la pagode de la Lumière du dragon (龙光塔 / 龍光塔, lóng guāng tǎ), on peut contempler à la fois le lac et la ville de Wuxi. Le parc date de la dynastie Ming.
Tàihúshuǐ (太湖水, « Eau du lac Tai ») est une bière locale utilisant de l'eau du lac dans sa fabrication.
Fin mai 2007, une grave pollution a provoqué l'apparition soudaine d'algues pestilentielles sur le lac Tai, entrainant l'interruption de l'approvisionnement en eau pour plus d'un million d'habitants de Wuxi, dans la province du Jiangsu (est).

## Les pierres étranges du lac Tai

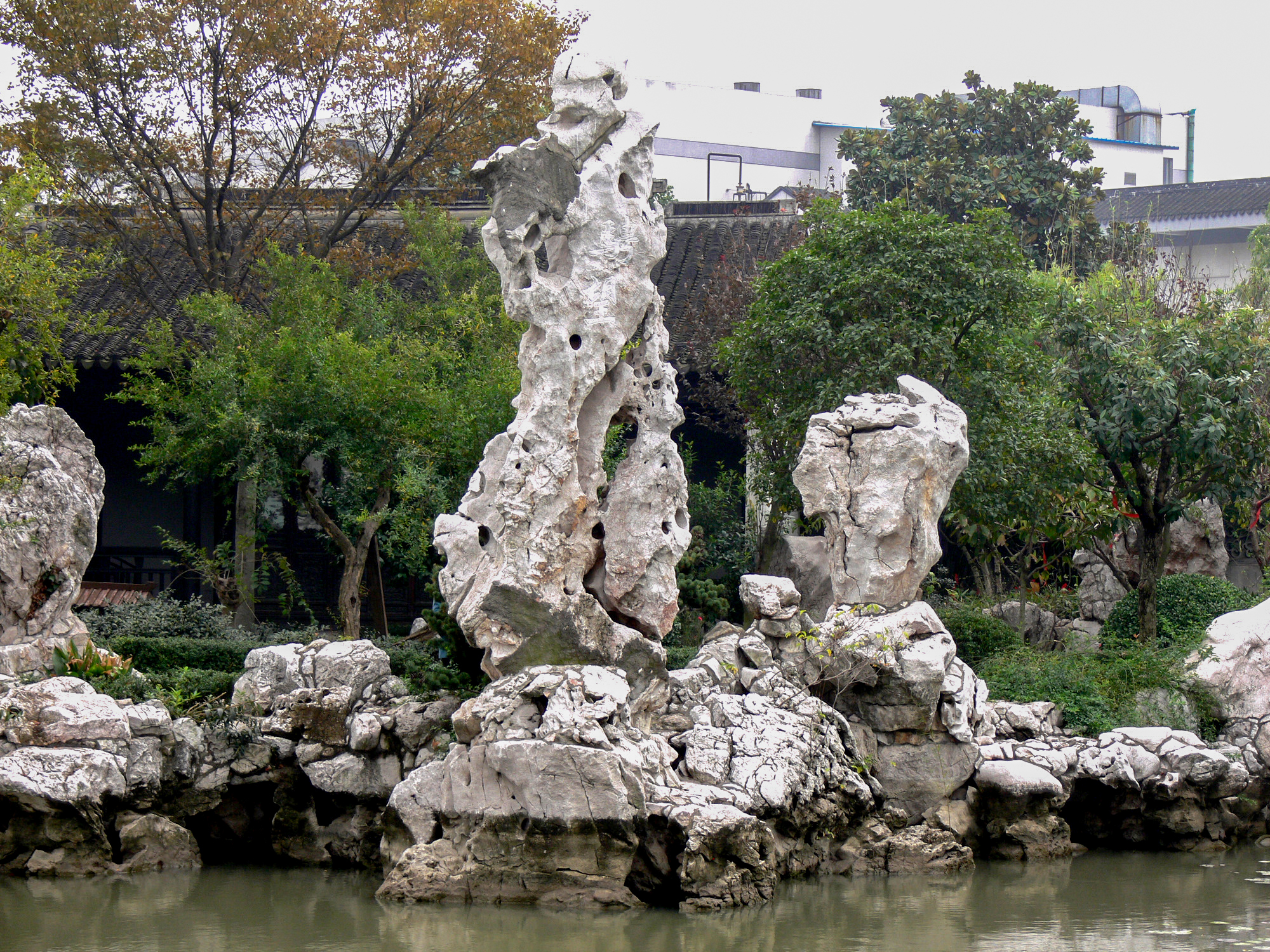
Rochers de lettré dans un jardin classique de Mudu, District de Wuzhong, Suzhou.

On y produit de nombreuses pierres ornementales de jardin, en calcaire. Ces pierres étranges (怪石, guàishí), pierres laides (丑石, chǒushí) ou pierres de rêves (梦石, mèngshí), sont, pour celles qui proviennent du lac Tai, fortement creusées de cavités en formes d'« œil de dragon » et considérées par les anciens Chinois comme véhicules de l'énergie vitale qui anime l'univers. Ces trous sont creusés naturellement et éventuellement par les artisans qui plongent, ensuite, les pierres dans les eaux du lac pour leur donner une patine régulière. Les rochers, comme les montagnes représentent la force créatrice du monde. Et il faut considérer chaque jardin de lettré comme une image du monde.
On peut en constater la présence dans l'art chinois et en particulier dans la peinture chinoise. On évoquera à ce propos le peintre de la dynastie Yuan, Wang Meng (~1308 — ~1385) et sa peinture « Maison du bois Juqu » (具区林屋 / 具區林屋, jùqū lín wū) où ces rochers apparaissent significativement le long d'un cours d'eau.
Par extension, « pierre du Taihu » était, en Chine ancienne, devenu un nom commun pour désigner ces pierres ornementales de jardin chinois. Celles de Kunshan, de Yixing, près du lac Taihu, et des environs de Jinping, près de Nankin, étaient recherchées, mais aussi celles de Xuan, (Anhui), pour leur blancheur qui rappelait la neige.

## Dans la fiction
Dans le roman écologique Les eaux fourbes du lac Tai de Qiu Xiaolong, l'inspecteur Chen Cao s'intéresse à un meurtre lié à la pollution du lac.